# جوني ياكوبسن
جوني ياكوبسن (بالدنماركية: Jonny Jakobsen)‏ هو مغني دنماركي، ولد في 17 نوفمبر 1963 في مالمو في السويد. معروف بعدة شخصيات فكاهية غنائية أهمها الشخصية الهندية الهزلية Dr. Bombay، الا أنه ظهر أيضا بشخصية مغني الكاونتري Johnny Moonshine، الشخصية السكوتلاندية Dr. MacDoo والشخصية المكسيكية اللاتينية Carlito.

## وصلات خارجية
- جوني ياكوبسن على موقع ميوزك برينز (الإنجليزية)
- جوني ياكوبسن على موقع ميوزك برينز (الإنجليزية)
- جوني ياكوبسن على موقع إن إن دي بي (الإنجليزية)
- جوني ياكوبسن على موقع ديسكوغز (الإنجليزية)